# Гринвуд (Висконсин)
Гринвуд (енгл. Greenwood) град је у америчкој савезној држави Висконсин.

## Демографија
По попису из 2010. године број становника је 1.026, што је 53 (-4,9%) становника мање него 2000. године.
| Група             | 2000.         | 2010.       |
| Белци             | 1.062 (98,4%) | 994 (96,9%) |
| Афроамериканци    | 0 (0,0%)      | 9 (0,9%)    |
| Азијати           | 1 (0,1%)      | 1 (0,1%)    |
| Хиспаноамериканци | 12 (1,1%)     | 15 (1,5%)   |
| Укупно            | 1.079         | 1.026       |